# میترا عالی
میترا عالی ابوذر (زاده ۱۳۶۵ تهران) دانشجوی رشته‌ی مهندسی پزشکی در مقطع فوق‌لیسانس اهل ایران بود که پس از مراجعه به دفتر پیگیری وزارت اطلاعات در ۱۹ اسفند ۱۳۸۸ دستگیر شد.
میترا عالی دانشجوی کارشناسی‌ارشد رشته‌ی بیومتریال دانشگاه صنعتی شریف، که رتبه‌ی ۷ کنکور کارشناسی ارشد
و عضو بنیاد ملی نخبگان است، در حالی روز ۲۸ تیرماه به زندان اوین منتقل شد که در ۱۶ مرداد باید از پایان‌نامه‌ی کارشناسی ارشد خود در دانشگاه شریف دفاع کند.
میترا عالی اولین بار در ۲۱ بهمن سال ۱۳۸۸ بازداشت و ۵ روز بعد آزاد و برای بار دوم در ۱۹ اسفند ۱۳۸۸ بازداشت و پس از ۴۰ روز بازداشت انفرادی، در بند ۲۰۹ زندان اوین، با قید وثیقه آزاد شد.
میترا عالی، دانشجوی نخبه دانشگاه صنعتی شریف، برای گذراندن حکم یک سال حبس تعزیری به زندان اوین منتقل شد. و پس از تحمل کیفر آزاد گردید.

## مهاجرت به آمریکا
وی در سال ۲۰۱۳ پس از آزادی از ایران به ایالات متحده آمریکا مهاجرت کرده و مدرک دکترای خود را در رشته مهندسی مکانیک از دانشگاه جورج واشینگتن و فوق‌دکترا از دانشگاه میشیگان دریافت کرد.
او هم‌اکنون به عنوان عضو هیئت سیاسی-اجرایی و مسئول کمیتهٔ زنان و مبارزه با تبعیض همبستگی جمهوری‌خواهان ایران فعالیت دارد.